# Аппиа, Офосу
Офосу Аппиа (англ. Ofosu Appiah; 29 декабря 1989, Аккра, Гана) — ганский футболист, защитник.

## Карьера
Воспитанник ганского клуба «Асанте Котоко». До 2011 года выступал на родине пока не перешел в коллектив из ЮАР «Джомо Космос». В 2012 году Аппиа переехал в Европу, где выступал за команды из Прибалтики. 31 января 2020 года ганский защитник подписал контракт с эстонским клубом «Нарва-Транс». Дебютировал за команду в матче за Суперкубок страны против «Флоры» (0:2). По итогам сезона покинул команду.

## Сборная
Офосу Аппиа выступал за юношескую сборную Ганы. За главную национальную команду страны он вызывался только в 2009 году. За «черных звезд» защитник провел только один товарищеский матч против сборной Аргентины, который закончился поражением ганцев со счетом 0:2.

## Достижения
- Чемпион Ганы (1): 2005/06.
- Чемпион Эстонии (1): 2016.
- Обладатель Кубка Эстонии (1): 2017.
- Обладатель Суперкубка Эстонии (1): 2017.
- Обладатель Зимнего кубка Высшей Лиги Латвии (2): 2014, 2015
- Финалист Кубка Эстонии (1): 2019/20.